# Линдси-Бетюн, Джеймс, 16-й граф Линдсей
Джеймс Рэндольф Линдси-Бетюн, 16-й граф Линдси  (англ. James Randolph Lindesay-Bethune, 16th Earl of Lindsay; род. 19 ноября 1955) — шотландский пэр, бизнесмен и консервативный политик.

## Биография
Родился 19 ноября 1955 года. Единственный сын Дэвида Линдси-Бетюна, 15-го графа Линдси (1926—1989), и его первой жены Достопочтенной Мэри Дуглас-Скотт-Монтегю (1928—2016), дочери бригадного генерала Джона Уолтера Эдварда Дугласа-Скотта-монтегю, 2-го барона Монтегю из Бьюли (1866—1929).
Джеймс Рэндольф Линдси-Бетюн получил образование в Итоне, Эдинбургском университете и Калифорнийском университете в Дэйвисе.
1 октября 1989 года после смерти своего отца Джеймс Линдси-Бетюн унаследовал титулы 16-го графа Линдси, 24-го лорда Линдси из Байрса, 15-го лорда Парброата, 14-го лорда Килбирни и Драмри, 14-го виконта Гарнока.
Он был заместителем председателя Межпартийного профсоюзного комитета по окружающей среде в 1994—1995 годах и был парламентским заместителем государственного секретаря Шотландии в 1995—1997 годах, в течение которого он отвечал за сельское хозяйство, рыболовство и окружающую среду. Его работа была связана с окружающей средой и пищевой промышленностью. В период с 2012 по 2017 год лорд Линдси был президентом Национального фонда Шотландии и был назначен президентом Института стандартов чартерной торговли в апреле 2021 года.

## Семья
2 марта 1982 года граф Линдси женился на Диане Мэри Чемберлен-Макдональд (род. 12 сентября 1961), дочери майора Найджела Дональда Питера Чемберлена-Макдональда (1927—2013) и Пенелопы Мэри Александры Чемберлен, внучке сэра Годфри Миддлтона Босвилла Макдональда из Слита, 15-го баронета (1887—1951). У супругов пятеро детей:
- Леди Фрэнсис Мэри Габинская  (род. 1986), замужем за Ростиславом Габинским. У них есть сын Александр Фабиан (род. 2018)[3] и две дочери (близнецы): Стелла Пенелопа и Диана София (род. 2023).
- Леди Александра Пенелопа Линдси-Бетюн  (род. 1988), замужем за Джеком Коулманом. У них двое сыновей: Николас Танкервилл Уоллес (род. 2019) и Джеймс Горацио Сомерлед (род. 2021).
- Уильям Джеймс Линдси-Бетюн, виконт Гарнок  (род. 30 декабря 1990)
- Достопочтенный Дэвид Найджел Линдси-Бетюн  (род. 12 мая 1993)
- Леди Шарлотта Диана Линдси-Бетюн  (род. 12 мая 1993), с 2021 года замужем за принцем Хайме Бурбон-Сицилийским, герцогом Ното (род. 1992), старшим ребенком принца Педро Бурбон-Сицилийского (род. 1968).

Графиня Линдси является покровительницей Королевского Каледонского бала и мастером Файфских фоксхаундов.